# Aténolf Ier de Capoue
Aténolf ou Atenulf Ier de Capoue, (mort en avril 910 ou en  septembre 912) comte de Capoue en 887 puis 1er prince de Bénévent en 900.

## Biographie

### Origine
Atenolf (Atenulf, Atinolf, Adenolf, Adenulf) est le fils de Landenolf (mort en 859) gastald de Teano et le petit-fils de Landolf Ier comte de Capoue (817-843), fondateur de cette puissante lignée des Landulfides qui est à l'origine des comtes puis princes de Capoue-Bénévent postérieurs.

### Anarchie à Capoue
Landolf II, son oncle, évêque et comte de Capoue de 862 à 879, avait sauvé l'intégrité du comté en lui donnant une place prépondérante parmi les petits Etats de Campanie, en s'appuyant d'abord sur Louis II le Jeune, puis sur le pape Jean VIII. Il  avait également réussi à tenir en échec les ambitions de ses neveux qui après sa disparition se livrent à une lutte acharnée pour le pouvoir pendant la période (879-887) au cours de laquelle plusieurs comtes se succèdent ou s'associent pour régner: Lando II († après 887),  Pandenolf († 882), Lando III (882-887) et Landenolf (885-887), lesquels mêlent à leurs querelles tous les puissances qui interviennent en  Campanie: les Papes, les empereurs d'Occident, les Sarrasins, les Widonides du duché de Spolète et l'empire byzantin, dans un écheveau d'alliances et de contre alliances.

### Comte de Capoue
C'est précisément au cours de ces années d'anarchie qu'Aténolf, resté prudemment dans l'ombre, s'efforce de mettre en œuvre une politique qui lui permet de prendre le comté de Capoue. Aténolf fait d'abord partie de la clientèle de  Athanase II de Naples le duc-évêque qui est à cette époque, l'arbitre des conflits politiques en Campanie et que finalement, il prend le pouvoir à Capoue par  « un coup audacieux  », le 7 janvier de 887, en déposant son frère Landenolf et en imposant à ses cousins de mettre fin à leurs conflits domestiques.
Le nouveau comte de Capoue doit se retourner contre son ancien protecteur le duc Athanase II de Naples qui a occupé la « Liburia », une zone fertile objet d'une querelle de longue date entre Naples et Capoue. En 888, allié à Aio de Bénévent, il livre une bataille indécise à San Carzio près du Clanio dans la région d'Aversa, à Athanase II, allié aux Byzantins. Les deux partis utilisent des auxiliaires Sarrasins.
Aténolf réussit toutefois à imposer sa suprématie aux principautés lombardes de Bénévent et de Salerne, ainsi qu'aux autres micros États de Campanie en luttant contre l'expansion byzantine. En effet la puissance de Aténolf contraste avec le déclin des autres principautés lombardes d'abord Salerne entrée dans la vassalité byzantine, tandis qu'à Bénévent, les luttes continues de l'immeuble ont empêché la mise en place d'une dynastie, jusqu'à ce que s'impose la domination directe des Byzantins (891-894), puis celle de Guy IV de Spolète (895-897).

### Prince de Bénévent
En avril 897 un nouveau Prince Radelchis II est imposé par sa sœur, l'impératrice Ageltrude ; toutefois les représailles qu'il déclenche contre les familles les plus nobles de Bénévent le privent d'un appui naturel pour maintenir son pouvoir. De nombreux réfugiés sont accueillis par Aténolf à Capoue. Ils l'exhortent de prendre possession de Bénévent. La conjuration est mise en œuvre et en janvier 900 et  Aténolf est acclamé prince dans l'église Église Sainte-Sophie de Bénévent. Il réunit ainsi sous une même dynastie Capoue-Bénévent, dont l'union sera  maintenue pendant presque tout le Xe siècle. 
L'accroissement de pouvoir d'Aténolf ne reste pas sans susciter de réactions, notamment des Byzantins qui tentent de reprendre la ville de Bénévent. Aténolf délègue son autorité sur Bénévent à son fils Landolf associé au trône dès janvier 901 mais il  doit faire face à une tentative de « coup d'État » fomenté par Pierre l'évêque de Bénévent. Aténolf vient à bout de la sédition et Pierre est contraint de s'exiler à Salerne.

### Lutte contre les musulmans
Pendant son règne de dix ans et six mois sur les principautés unies, Aténolf Ier doit organiser la lutte contre les Sarrasins implantés le long du Garigliano depuis 880, qu'il attaque sans succès en 903 avec seulement l'aide d'Amalfi. Il se prépare à organiser une seconde expédition décisive avec l'appui d'une forte coalition des villes de la Campanie et sollicite l'aide des Byzantins, envers lesquels il avait modifié son attitude initiale. Il meurt en avril 910 après un règne de 10 ans et 6 mois, alors que son  fils Landolf Ier (Ier de Bénévent, III de Capoue) regagnait la principauté, de retour de Constantinople, où il a été envoyé par son père comme ambassadeur pour s'assurer de la participation impériale à la campagne contre la colonie musulmane du Garigliano.

## Union et postérité
Arénolf Ier contracte deux unions:
- vers 870 avec une fille († avant 899) de Serge II de Naples dont :
  - Landolf III de Capoue-Bénévent († 943),
  - Aténolf II de Capoue-Bénévent († 940) ;

- après 899 une fille putative d'Adalgis de Bénévent et de son épouse Adeltrude.

## Sources
- Jules Gay L'Italie méridionale et l'Empire byzantin depuis l'avènement de Basile Ier jusqu'à la prise de Bari par les Normands (867-1071) Albert Fontemoing éditeur, Paris 1904 p. 636.
- Venance Grumel Traité d'études byzantines La Chronologie: Presses universitaires de France Paris 1958, « Princes Lombards de Bénévent et de Capoue » p. 418-420.
- « Atenulfe » dans L'art de vérifier les dates….
- (en) Atenolf I (887-912) sur le site Medieval Lands.
- (it) article de Nicola Cilento Atenolfo dans enciclopedia Treccani Consulté le 17 février 2014.